# ویکتوریا کان
 ویکتوریا کان (روسی: Виктория Родионовна Кан؛ زاده ۳ اوت ۱۹۹۵) یک تنیس‌باز اهل روسیه است.